# 퀼로트

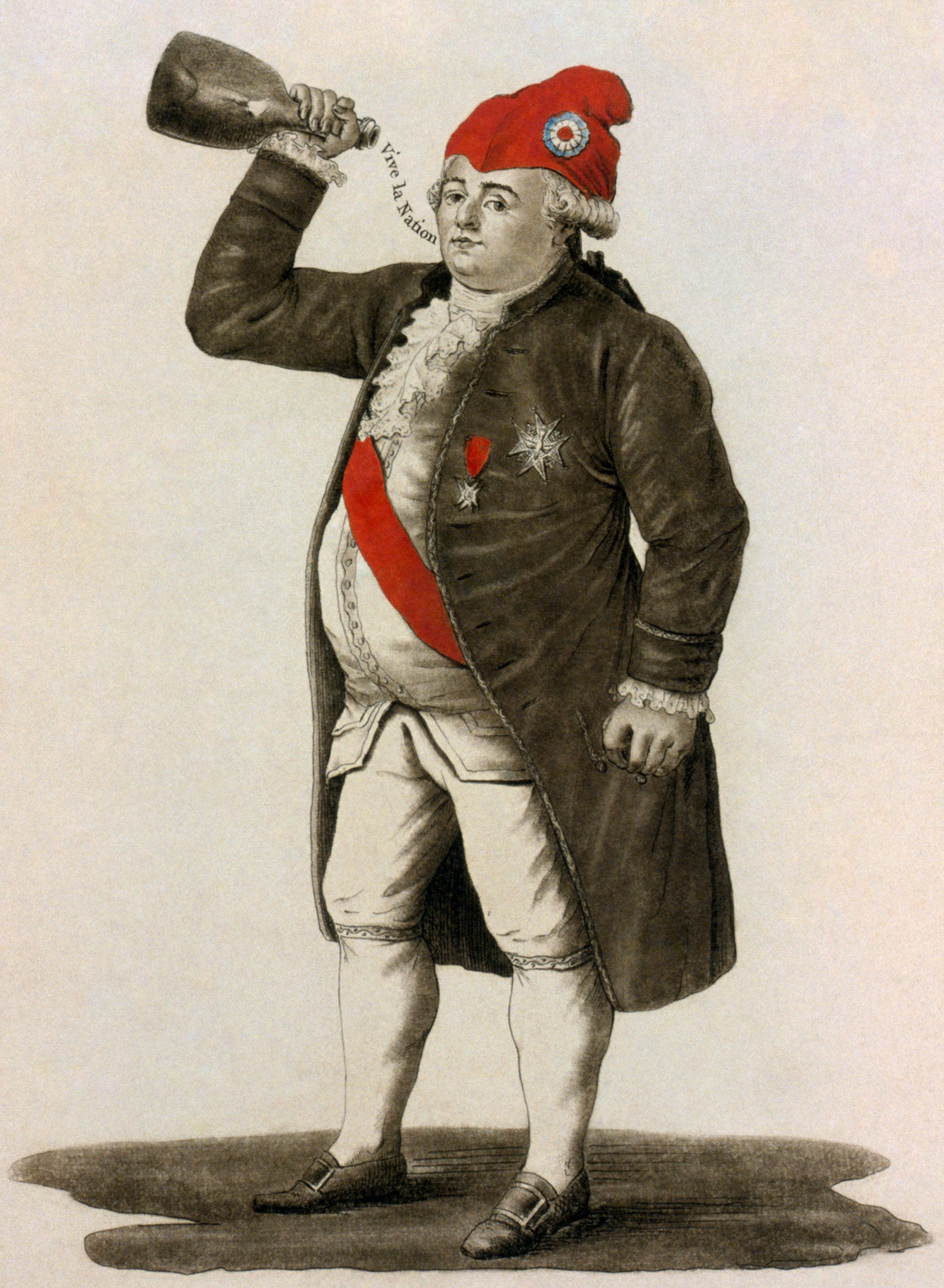
퀼로트를 입은 루이 16세

퀼로트(Culottes)는 몸의 하반신을 덮는 옷이다. 역사, 언어, 문화에 걸쳐 디자인에서 가져온 패션 산업 단어들의 한 예이다. 여러 의상을 설명하는데 사용하기 때문에 역사가와 독자들 사이에 혼란을 주기도 한다. 프랑스어 단어 culotte는 한 쌍의 팬티, 바지 등을 의미한다.
무릎 바로 아래로 끝나는 타이트한 바지 스타일은 앙리 3세 (프랑스) 통치 시기(1574~1589년) 프랑스에서 보급되었다.

## 같이 보기
- 레더호젠
- 블루머